# Paul Hermann Müller
Pour les articles homonymes, voir Paul Müller, Müller et Paul Muller.
Paul Hermann Müller (12 janvier 1899 à Olten, Suisse - 12 octobre 1965 à Bâle, Suisse) est un chimiste suisse, lauréat du prix Nobel de physiologie ou médecine de 1948.

## Biographie
Müller a découvert en 1939 l'efficacité du DDT comme insecticide. Le DDT a permis de lutter contre diverses maladies transmises par des insectes, comme le paludisme (malaria) transmis par les moustiques, et le typhus transmis par le pou du corps. Depuis la publication du livre Printemps silencieux, son utilisation fut controversée puis progressivement interdite dès les années 1970.
En 1948, il est lauréat du prix Nobel de physiologie ou médecine « pour sa découverte de la haute efficacité du DDT comme poison de contact contre plusieurs arthropodes ». C'est la première fois que ce prix est décerné à une personne qui n'était pas biologiste ou médecin.